# North American FJ-2/-3 Fury
North American FJ-2 a FJ-3 Fury byly stíhací letouny se šípovým křídlem, které sloužily u Námořnictva Spojených států amerických a Námořní pěchoty Spojených států amerických. Jednalo se námořní verze stíhacího letounu F-86 Sabre, ovšem oproti tomuto modelu měly FJ-2 a FJ-3 Fury delší příď, sklápěcí křídlo a brzdící hák. Typy FJ-2 a FJ-3 sdílely své označení se starším letounem North American FJ-1 Fury, který se však značně lišil (například měl přímé křídlo). Z typu FJ-3 byl dále vyvinut přepracovaný model North American FJ-4 Fury.

## Uživatelé
- USA
  - Námořnictvo Spojených států amerických
  - Námořní pěchota Spojených států amerických

## Specifikace (FJ-2)

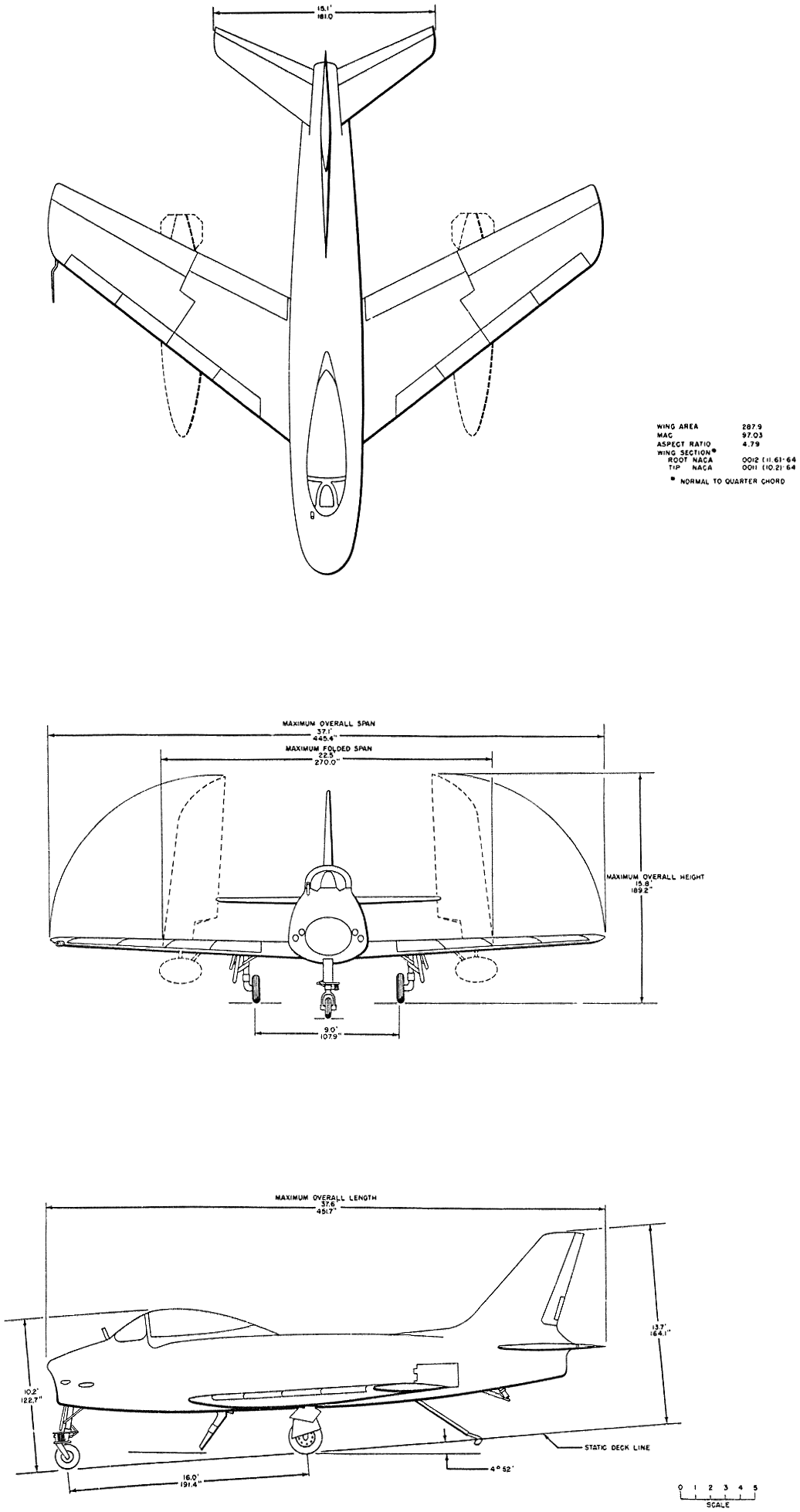
Třípohledový nákres FJ-2

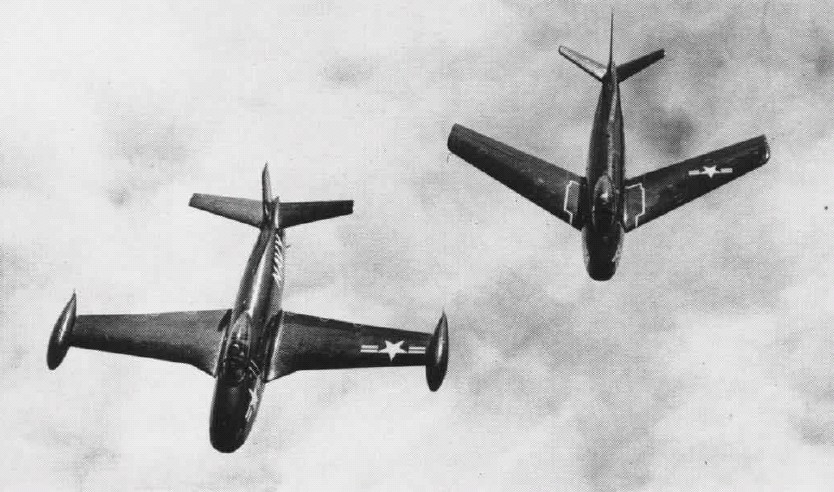
Výmluvné srovnání letounů FJ-1 Fury (vlevo) a FJ-2 Fury

### Technické údaje
- Osádka: 1 (pilot)
- Rozpětí: 11,45 m
- Délka: 11,31 m
- Výška: 4,14 m
- Nosná plocha: 26,7 m²
- Hmotnost prázdného stroje: 5353 kg
- Maximální vzletová hmotnost: 8523 kg
- Pohonná jednotka: 1× proudový motor General Electric J47-GE-2
- Tah: 26,7 kN

### Výkony
- Maximální rychlost: 1088 km/h
- Dolet: 1593 km
- Dostup: 14 300 m
- Stoupavost: 2204 m / min

### Výzbroj
- 4× 20mm kanón Colt Mk 12 se 150 náboji na hlaveň[2]